# Remízek

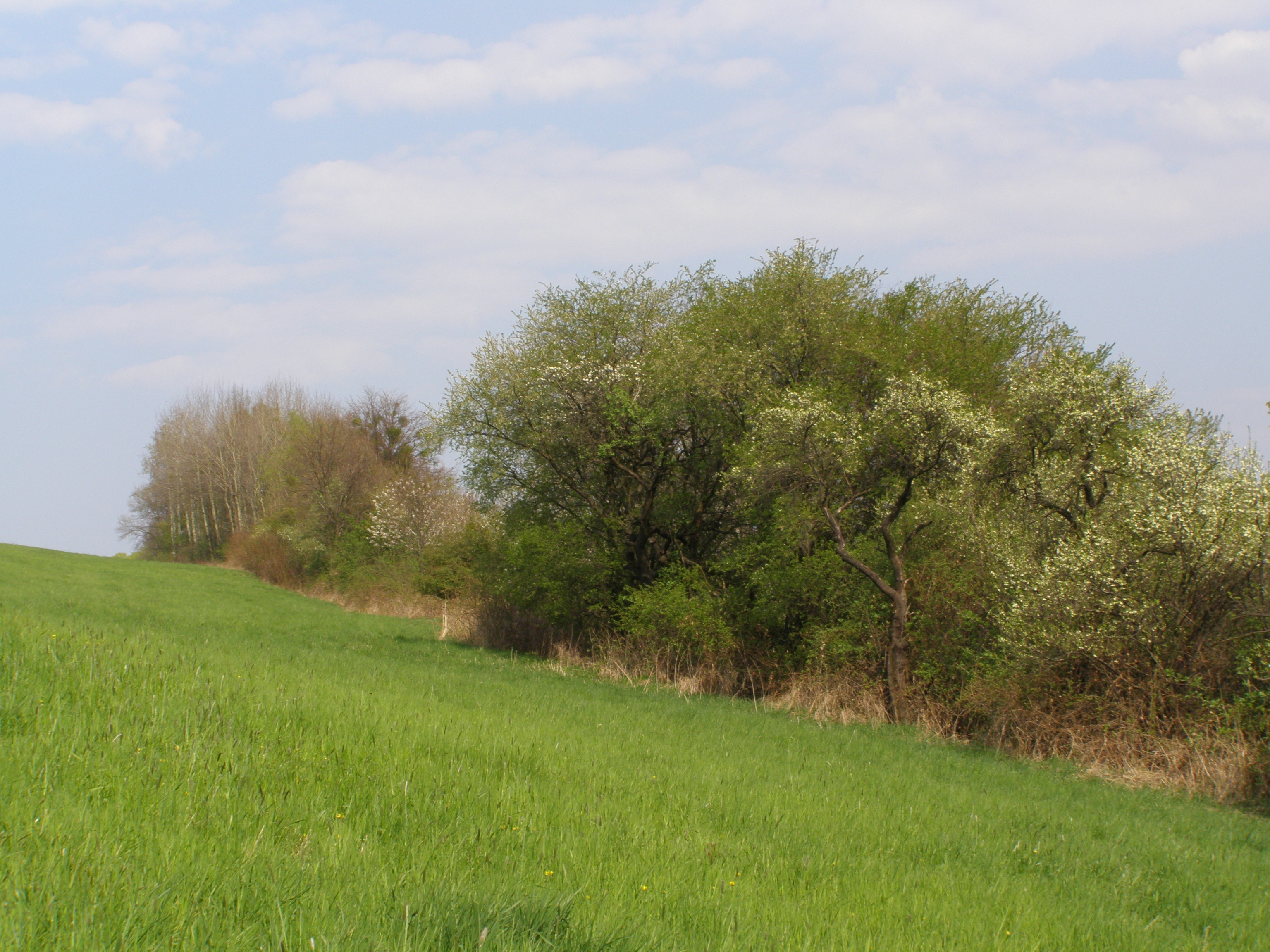
Ukázka typického remízku české krajiny

Remízek nebo remíz je část krajiny, která poskytuje přirozený úkryt drobným živočichům i větším zvířatům v otevřeném prostranství. Remízky jsou v podstatě meze u polí (někdejší hranice mezi poli), které jsou porostlé různými malými stromky, keři a jinou vegetací. 
„V naší kdysi půvabné a ekologicky vyvážené krajině, během uplynulých desetiletí převážně změněné v průmyslovou step, zůstaly anebo byly uměle vysazeny na zemědělsky méně vhodné půdě ostrůvky stromů a keřů, které se dříve využívaly jako palivo i jako dříví užitkové. Jasan sloužil k výrobě násad, jeřáb a brslen jako dříví soustružnické, vrby pro košíkáře, olše na dřeváky s koženým svrškem, mladé doubky k těžbě kůry na tříslo. Pravidelné stínání těmto dřevinám s velkou regenerační schopností neškodilo a poskytovalo zvěři i ostatním živočichům ochranu, kryt a potravu.“
Remízky vznikaly a mohou vznikat jako záměrně osázená místa nebo z ponechaných rozsáhlejších mezí u polí. Mohou vznikat i v místech, kde stávala obytná či hospodářská stavení a zbořeniště časem zarostlo vegetací. Rostou zde byliny včetně travin, keře (trnky, šípkové keře, černý bez), stromy, někdy plané ovocné stromy.
Po kolektivizaci v 50. letech 20. století byla pole a políčka spojována v rozsáhlé lány. Důsledkem je, že remízků výrazně ubylo, a tedy zmizela i místa výskytu některých živočichů (např. brouk rodu majka), ubylo míst vhodných k rozmnožování některých živočichů a přirozených úkrytů.
Remízky, polní meze i cesty mají zásadní ekologický význam, protože podporují biologickou rozmanitost, chrání půdu před erozivním působením větru a brání jejímu splachování při deštích. Proto dle legislativy mohou být považovány za významný krajinný prvek a jejich znovuzakládání je podporováno dotační politikou.